# Palazzo Francesco Borsotto
Il palazzo Francesco Borsotto, o Casa del Doge Boccanegra, è un edificio storico italiano, collocato in via della Maddalena 29, nel centro storico di Genova. È uno dei Palazzi dei Rolli che furono designati, al tempo della Repubblica di Genova, a ospitare gli ospiti di alto rango durante le visite di stato per conto del governo genovese.
Dal 1934 l'edificio è sottoposto a vincolo di tutela da parte della soprintentenza.

## Storia e descrizione
Proprietà del cancelliere del Banco di San Giorgio e filantropo Francesco Borsotto, il palazzo sorse su lotti già appartenuti alla chiesa di San Siro, lungo un asse parallelo a Strada Nuova, certo non insensibile a quella novità. Due targhe evocano il doge della Repubblica di Genova Simon Boccanegra.
Trasformato nella seconda metà del XVI secolo, il palazzo rispettava i caratteri compositivi dell'edilizia di prestigio; sul portale l'iscrizione Magnum negotium otium. L'intervento, opera di maestranza locali, richiese sotto il profilo tecnico un certo impiego di energie, con l'ideazione di un portico interno a forma di "L" di tre campate per lato. Ciò implicava la costruzione di un loggiato passante a piano terra "a cavallo" dell'intero isolato al servizio di uno scalone che vi si innestava come nel palazzo Imperiale di Campetto.
La conservazione delle botteghe, che dovevano essere almeno tre, documenta una decisa attenzione al reddito anche al tempo dello splendore del palazzo.
Nel XVIII secolo, l'edificio diventò proprietà del Magistrato dei poveri. A quest'epoca corrisponde un poderoso intervento di ristrutturazione durante il quale, forse, si effettuò il tamponamento del loggiato a sbalzo sul cortile e la decorazione a riquadri e marcapiani del prospetto principale lungo via della Maddalena.